# Record Brasília
Record Brasília é uma emissora de televisão brasileira sediada em Brasília, Distrito Federal. Opera no canal 8.1 (23 UHF digital) e é uma emissora própria da Record. Seus estúdios estão no Edifício Record, localizado no Setor de Rádio e Televisão Sul (SRTVS), na Asa Sul do Plano Piloto, e seus transmissores estão na Torre de TV Digital de Brasília, na região administrativa do Lago Norte.

## História

### Primeiros anos (1960–1981)
Enquanto Brasília estava sendo construída, o Governo Federal abriu licitação de três canais, um para o próprio governo federal, um para os Diários Associados e outro para as Emissoras Unidas. O canal 8 VHF da capital federal, originalmente chamado de TV Alvorada, foi inaugurado juntamente as outras duas emissoras pioneiras da cidade, a TV Nacional e a TV Brasília, em 21 de abril de 1960, na fundação da cidade. Os mestres de cerimônia da inauguração da TV Alvorada foram Dedé Santana e Ana Rosa.
Pertencente à Rede das Emissoras Unidas, a TV Alvorada funcionava precariamente em um apartamento no 6.º andar da Super Quadra 104, sendo que seus estúdios, localizados em um dos boxes da Torre de TV de Brasília, só vieram a ficar prontos em 1965. No início de 1967, o jornalista Wolney Milhomem, que apresentava o Roda Viva na TV Brasília, foi contratado para apresentar o jornalístico Debate em Linha Reta.
Em 1967, a emissora passou a transmitir a programação da TV Excelsior, dado o breve desmantelamento da rede comandada por Pipa Amaral e Paulo Machado de Carvalho, que ressurgiria em 1969 como Rede de Emissoras Independentes, da qual a emissora logo se tornou afiliada. Em 1972, Pipa se desfez dos seus negócios em comunicação para morar fora do país, vendendo a TV Alvorada e sua coirmã TV Rio para a Ordem dos Frades Menores Capuchinhos, controladora da TV Difusora de Porto Alegre, Rio Grande do Sul.
Em 7 de setembro do mesmo ano, a TV Alvorada passou a se chamar TV Rio Brasília, adotando o mesmo nome da emissora carioca. Os planos da OFM eram de transformar as emissoras adquiridas em uma nova rede nacional, com o centro de produção liderado a partir de Porto Alegre, porém, a estratégia não foi adiante. Em 16 de janeiro de 1976, técnicos do DENTEL lacraram os transmissores e estúdios da TV Rio de Brasília, após meses de atrasos salariais dos seus funcionários, situação que se repetiria um ano depois com a emissora do Rio de Janeiro.
Em 1978, o espólio da emissora foi vendido ao Grupo Brasilino, que reativou-a como TV Itamaraty, e no ano seguinte, TV Regional. Os novos proprietários resolveram pôr no ar uma programação independente, focada em seriados, filmes e desenhos, porém em julho de 1980, o Grupo Brasilino foi à falência e o canal 8 saiu novamente do ar.

### TV Capital (1981–1993)
Após um ano fora do ar, o canal 8 foi reativado em 26 de agosto de 1981, como TV Capital, por iniciativa da Rede Capital de Comunicações, dos empresários Edevaldo Alves da Silva e Arnold Fioravante. Sua programação diária nos primeiros meses entrava no ar às 10h, depois começava a entrar no ar às 16h30 e encerrava à meia noite. Entre 1981 e 1985, a emissora retransmitia programas da TVE Rio de Janeiro.
Em 1985, a emissora cogitou transmitir a programação do SBT, que havia saído da TV Brasília, mas as negociações não avançaram e o canal então retransmitiu programas da Abril Vídeo até sair do ar em novembro. Em 1986, voltou após anos a retransmitir parte da programação da TV Record.
Em 1988, passou a retransmitir a programação da TV Gazeta, exibindo atrações como Mulheres em Desfile, apresentado por Ione Borges e Claudete Troiano, o talk show Paulista 900, o informativo econômico Dinheiro Vivo com Luís Nassif e o programa de debates Vamos Sair da Crise com Alexandre Machado, no qual a TV Capital participava muitas vezes. Em agosto de 1989, a emissora voltou a exibir programas produzidos pela TV Record, como o Record em Notícias e o Jornal da Record, somados as atrações da TV Gazeta, situação que se manteve até a formação da Rede Record no ano seguinte, após a compra pelo empresário e líder religioso Edir Macedo.

### Emissora própria da Record (1993–presente)
Em 1991, com o início da expansão da Rede Record, a TV Capital foi uma das primeiras emissoras a serem adquiridas pelo Grupo Record, em transação que envolveu também a Rádio Capital. Após a compra, a emissora mudou de nome, tornando-se TV Record Brasília em 18 de março de 1993. No mesmo ano, estreava o telejornal Informe Brasília, que em 2003, passou a se chamar Informe DF. Em 1997, a emissora inaugurou sua sede própria no Setor de Rádio e Televisão Sul, deixando as obsoletas instalações da Torre de TV.
Em 3 de abril de 2006, estreava o telejornal DF Record, adotando a nova marca padrão dos telejornais locais da Record. Em 15 de janeiro de 2007, estreava a versão local do Balanço Geral, apresentado por Henrique Chaves, substituindo o Fala Brasília. Em 18 de fevereiro de 2008, a emissora passou à se chamar TV Record Centro-Oeste. Neste dia, foi inaugurado o novo newsroom da emissora, de onde passaram a ser transmitidos seus telejornais, além de programas do canal de notícias Record News, como o Brasília Ao Vivo e o Record News Centro-Oeste. Em 20 de fevereiro de 2008, estreou o telejornal DF no Ar, inicialmente apresentado por Luiz Fara Monteiro.
Em agosto de 2008, a Record Centro-Oeste ganhou o prêmio Engenho de Jornalismo em quatro categorias. Em agosto de 2009, Luiz Cláudio Costa, ex-diretor da TV Record RS e do Correio do Povo, assumiu a direção da Record Centro-Oeste, e Natal Furucho, ex-diretor da emissora em Brasília, assumiu o comando do Grupo Record no Rio Grande do Sul.
Em fevereiro de 2011, a emissora voltou se chamar TV Record Brasília. Em 28 de abril de 2014, estreava na grade da programação da emissora o Balanço Geral Manhã, apresentado por Bruno José. Em 8 de maio de 2015, a edição local do Balanço Geral Manhã deixou a grade da programação da emissora para dar lugar a versão nacional do programa apresentado por Luiz Bacci. Em 11 de maio, estreou no Balanço Geral o quadro "Hora da Venenosa", que mostra as notícias do mundo dos famosos apresentado por Sabrina Albert. Em outubro de 2015, a Record Brasília e o apresentador do DF no Ar, Giuliano Cartaxo, foram condenados pela exibição de uma reportagem considerada abusiva.

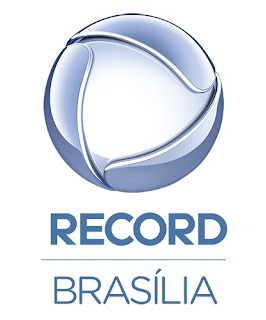
Logo da emisssora entre (2016-2023)

Como parte de uma reformulação em sua grade para aumentar seus índices de audiência, o canal anunciou,em 25 de agosto de 2016, a contratação do apresentador Marcão do Povo, vindo da TV Goiânia, para apresentar o Balanço Geral DF. Sua estreia aconteceu no dia 26 de setembro, e Henrique Chaves, que apresentava o Balanço Geral DF, foi afastado para poder assumir o projeto da edição local do Cidade Alerta, que estreou em 24 de outubro. Com as mudanças, a Record Brasília conseguiu subir seus índices de audiência no horário do almoço, conseguindo a liderança na faixa.
Em dezembro de 2016, um funcionário do departamento de operações da emissora foi demitido após gravar vídeo criticando a nova canopla do canal.
Em 9 de janeiro de 2017, durante o quadro A Hora da Venenosa do Balanço Geral DF, ao fazer comentário sobre uma notícia envolvendo a cantora Ludmilla, o apresentador Marcão se referiu à mesma chamando de "pobre e macaca". A afirmação repercutiu após publicação na semana seguinte, sendo publicada em diversos portais na internet. Ao se justificar, o apresentador afirmou que o termo "é utilizado no Centro-Oeste sem teor pejorativo" e que o momento publicado na internet estava fora do contexto. No mesmo dia, o advogado de Ludmilla disse que a cantora iria entrar na justiça contra Marcão. Com a repercussão do caso, a cantora publicou texto no Instagram afirmando que o apresentador "não possui nenhum pudor ou constrangimento em ofender alguém em rede nacional". Em 18 de janeiro de 2017, Marcão foi afastado do jornalístico e foi substituído por Dionísio Freitas. No mesmo dia, a RecordTV anunciou que seu contrato foi rescindido. Em 1.º de fevereiro, a emissora anunciou a contratação do apresentador e radialista Fred Linhares, vindo da TV Brasília, para apresentar o Balanço Geral, e sua estreia ocorreu no dia 13 do mesmo mês.
Em 9 de julho de 2018, a emissora voltou a exibir o telejornal local DF Direto da Redação, na apresentação de Vanessa Lima, substituindo o Balanço Geral Manhã exibido pela rede. Em 30 de setembro de 2019, Henrique Chaves voltou a ser o apresentador títular do Balanço Geral, enquanto Fred Linhares passou a ser o apresentador titular do Cidade Alerta. A mudança ocorreu após sucessivas derrotas do Balanço Geral para os jornalísticos do SBT Brasília e da TV Brasília.
Em 12 de novembro, a emissora anunciou a contratação do jornalista Guilherme Portanova para apresentar o telejornal DF no Ar. Sua estreia aconteceu no dia 2 de dezembro, e também dentre as novidades da emissora foi a volta do Balanço Geral Manhã, na apresentação de Giulianno Cartaxo.
Em 11 de março de 2020, a emissora anunciou a demissão por justa causa de 6 jornalistas após acusações de racismo na redação da emissora, entre eles o diretor de jornalismo João Beltrão, a repórter Rachel Vargas e a apresentadora do DF Record, Lívia Braz. Em 4 de maio, Matheus Ribeiro, oriundo da TV Anhanguera Goiânia, foi contratado pela emissora e passou a apresentar o DF Record no lugar de Luiz Carlos Braga, que foi demitido, e de Natalie Machado, que voltou para a reportagem. Em 20 de julho, Nikole Lima, vinda da TV Brasília, assumiu a apresentação do Balanço Geral Manhã, substituindo Giuliano Cartaxo.
Em 25 de novembro de 2021, Matheus Ribeiro deixou a RecordTV Brasília, após cerca de 1 ano e meio como apresentador do DF Record, para se dedicar a projetos pessoais. Em 30 de novembro, Guilherme Portanova assumiu o comando do noticiário, enquanto Narla Aguiar assumiu, interinamente, seu posto no DF no Ar, até ser substituída em 14 de março de 2022 por Neila Medeiros, que foi contratada pela emissora. Em 24 de abril, a emissora estreou o Agro Record, apresentado por Narla Aguiar, substituindo a versão produzida pela Record Goiás.
Em 5 de outubro, a emissora extinguiu o Balanço Geral Manhã e ampliou a faixa de programação da Igreja Universal durante as manhãs. Com o fim do jornalístico, Nikole Lima passou a apresentar a edição vespertina do Balanço Geral juntamente com Fred Linhares. Em razão disso, Henrique Chaves, que havia sido deslocado para a apresentação do Cidade Alerta após Fred se afastar para a sua candidatura a deputado federal em junho, foi efetivado no programa.
Em 12 de Julho de 2023, Nikole Lima deixou a equipe do Balanço Geral e anunciou a saída da emissora após receber convites para trabalhar na Rádio JK FM e retornar a TV Brasília para apresentar o DF Alerta.
Em 6 de novembro de 2023, com a mais nova reformulação da marca, a emissora passou a se chamar Record Brasília.
Em 8 de dezembro de 2023, o jornalista Guilherme Portanova após 4 anos pediu demissão da emissora e assinou com a TV Brasil.

## Sinal digital
| Canal virtual | Canal digital | Resolução de tela | Programação                                       |
| ------------- | ------------- | ----------------- | ------------------------------------------------- |
| 8.1           | 23 UHF        | 1080i             | Programação principal da Record Brasília / Record |

### Transição para o sinal digital
Com base no decreto federal de transição das emissoras de TV brasileiras do sinal analógico para o digital, a então TV Record Brasília, bem como as outras emissoras da cidade de Brasília e do entorno do Distrito Federal, cessou suas transmissões pelo canal 8 VHF em 17 de novembro de 2016, seguindo o cronograma oficial da ANATEL. Tendo um atraso de 2 minutos em relação as outras emissoras, o sinal da então TV Record Brasília foi interrompido à 0h01, durante a exibição do Câmera Record, para a exibição de um discurso do ministro das comunicações, Gilberto Kassab. Logo em seguida, foi inserido o aviso do MCTIC e da ANATEL sobre o switch-off.